# Korotchoun
Dans la mythologie slave, Korotchoun (slave oriental Корочун) également appelé Karatchoun (Карачун) est un dieu de l'hiver maître du gel et des blizzards, résidant dans le monde souterrain et pouvant se manifester par divers phénomènes dans le sol gelé ou les grottes (craquements, végétaux, ivoire ou cadavres congelés, chutes de stalactites…).
Il est représenté sous la forme d'un personnage anthropomorphe, mâle, barbu et sévère, à stalactites de glace pendant de sa barbe, armé d'une lance, mais peut aussi se manifester sous des avatars zoomorphes comme le loup, l'ours et divers rapaces dont les harfangs, parfois à tête humaine.
On adoucit Korotchoun par divers rituels et offrandes dont les chroniques anciennes ne précisent pas les détails, mais seulement que s'il les accepte, il laisse son partenaire Bělbog (le « Dieu blanc ») faire reparaître le soleil et adoucir le gel et le blizzard. Selon les anciennes croyances, c'est Korotchoun qui raccourcissait le jour et plongeait la terre dans la nuit ; sa fête était le jour du solstice d'hiver et se prolongeait quelques jours.
Avec la christianisation, le dieu Korotchoun a commencé à être vu comme étant une idole du mal, des malédictions et de la malchance, démon des profondeurs et parèdre de Satan. Son nom, en revanche, est devenu, chez les slaves, celui du pain d'épices de Noël, symbole de prospérité. Passé chez les « Volokhs-Moldaves » sous le nom de Crăciun et chez les « Vengres » sous celui de Karácsony, il désigne aujourd'hui en roumain et hongrois la fête chrétienne de Noël.